# Liste der Gemarkungen in Freiburg im Breisgau
Die Liste der Gemarkungen in Freiburg im Breisgau umfasst die aktuellen Gemarkungen im baden-württembergischen Stadtkreis Freiburg im Breisgau nach den Angaben des Landesamtes für Geoinformation und Landentwicklung.
| Gmk.- schlüssel | Gemarkung    | AGS      | Gemeinde             | Fläche Hektar | Bevölkerung Zensus 2011 | Lage |
| --------------- | ------------ | -------- | -------------------- | ------------- | ----------------------- | ---- |
| 085710          | Freiburg     | 08311000 | Freiburg im Breisgau | 8154,06       | 184491                  | ⊙    |
| 085711          | Ebnet        | 08311000 | Freiburg im Breisgau | 684,05        | 2540                    | ⊙    |
| 085712          | Hochdorf     | 08311000 | Freiburg im Breisgau | 1009,66       | 5123                    | ⊙    |
| 085713          | Kappel       | 08311000 | Freiburg im Breisgau | 1380,35       | 2720                    | ⊙    |
| 085714          | Lehen        | 08311000 | Freiburg im Breisgau | 328,83        | 2375                    | ⊙    |
| 085715          | Munzingen    | 08311000 | Freiburg im Breisgau | 677,03        | 2727                    | ⊙    |
| 085716          | Opfingen     | 08311000 | Freiburg im Breisgau | 1460,89       | 4182                    | ⊙    |
| 085717          | Tiengen      | 08311000 | Freiburg im Breisgau | 836,44        | 3319                    | ⊙    |
| 085718          | Waltershofen | 08311000 | Freiburg im Breisgau | 757,52        | 2251                    | ⊙    |